# Петруль, Людмила Ивановна
Людмила Ивановна Петруль (бел. Людміла Іванаўна Пятруль, 15 сентября 1947) — белорусская художница, педагог и поэтесса, член Белорусского союза художников с 1984 года. Известна своими гобеленами, иллюстрациями и поэтическими сборниками, а также активной педагогической деятельностью. Лауреат премии Федерации профсоюзов Беларуси и участница международных выставок.

## Биография

### Ранние годы и образование
Людмила Петруль родилась 15 сентября 1947 года в деревне Матвеевцы (Белорусская ССР, СССР). После окончания Изабелинской средней школы с золотой медалью в 1966 году поступила в Белорусский государственный театрально-художественный институт (ныне Белорусская государственная академия искусств) на художественный факультет, кафедру художественного текстиля. Окончила его в 1971 году. Училась у М.А. Ветика, И. К. Вторушина, А. В. Барановского.

### Карьера
С 1971 по 1973 годы работала художником-оформителем по тканям на Барановичском хлопчатобумажном комбинате.
С 1973 по 1975 годы — художник-оформитель в Барановичской художественной мастерской Брестского отделения Белорусского союза художников.
С 1976 по 1980 годы работала художником-оформителем «Дома литератора» Белорусского союза писателей в Минске.
С 1980 по 1983 годы преподавала в детской художественной школе №2 города Минска.
С 1983 года работает преподавателем в детской школе искусств №1 города Минска.
С 1989 по 1996 годы была старшим преподавателем Белорусской государственной академии искусств на кафедре художественного текстиля и костюма.
Член общественного объединения Белорусского союза художников с 1984 года.

## Творчество

### Гобелены
Людмила Петруль — автор более ста гобеленов, выполненных в технологии авторского ткачества. Её работы посвящены истории, культуре, труду, народным традициям и красоте родной земли. Среди них: «Памяти дедов моих» (1977), «Хатынь» (1975), «Лучинка» (1976) и «Стану песней в народе» (1976) (находятся в собрании Гомельского дворцово-паркового ансамбля), «Яблоня. 1941» (1985), «Кардиограмма боя» (2006), триптих «Судьба» (1996–1997, собрание Национального центра современных искусств Республики Беларусь), «Звуки памяти» (2010–2011).
Также создала серии гобеленов по мотивам творчества белорусских классиков: «В зачарованном царстве» (1980, по мотивам Максима Богдановича, собрание Литературного музея Максима Богдановича в Минске), «Сонет» (1991), «Триолет» (1991), «Над озером» (2000); серия «Сказки новые во свет» (2002, по сказкам Янки Купалы, собрание Государственного литературного музея Янки Купалы в Минске).
В гобеленах Петруль поэтизировала труд людей («Сказ про бульбу», 1983) и природу родного края: «Рассвело» (1987), «Вересковая тишина» (1981, собрание Национального художественного музея Республики Беларусь), «Земляничный лес» (1982), «Тайны пущи» (2006, Национальная библиотека Беларуси).
В 2015 году Людмила Петруль выступила автором-составителем альбома «Белорусский гобелен», опубликованного издательством «Беларусь» по заказу Министерства информации Республики Беларусь.
- Звуки Памяти 2010, 140х200, авторское ткачество, лён, полушерсть
- Из серии «В зачарованном царстве» — Водяной, 1980, 90х60, авторское ткачество, лён, шерсть, полушерсть, металлическая нить, бусинки
- Из серии «В зачарованном царстве» — Леший, 1980, 90х60, лён, шерсть, полушерсть, металлическая нить
- Яблоня 1941, 1985, 150х150, авторское ткачество, хлопок, шерсть, полушерсть
- Хатынь, 1975, 170х90, авторское ткачество, лён, полушерсть
- Триолет, 1991, 130х80, авторское ткачество, хлопок, шерсть
- Тайны Пущи, 2006, 190х215, авторское ткачество, хлопок, шерсть, полушерсть
- Памяти Дедов моих, 1977, 160х165, авторское ткачество, хлопок, полушерсть
- Над Озером, 2000, 130х65, авторское ткачество, хлопок, шерсть, полушерсть, металлический шнур, ракушки
- Лето (фрагмент), 1980, 190х120, авторское ткачество, хлопок, шерсть, полушерсть
- Из серии «Сказки новые во свет» — Оборотень, 2002, 90х50, авторское ткачество, хлопок, шерсть, полушерсть
- Из серии «Сказки новые во свет» — Лесная Царевна, 2002, 90х50, авторское ткачество, хлопок, шерсть, полушерсть, люрекс

### Иллюстрации
Людмила Петруль является автором графических иллюстраций к произведениям известных писателей. Среди них — серия графических листов по книге Якуба Коласа «Сказки жизни» (2002, собрание Государственного литературно-мемориального музея Якуба Коласа в Минске), а также иллюстрации к произведениям Александра Пушкина, Марины Цветаевой, Иосифа Бродского и других.
Также создала серию графических работ «Человек в городе» (1997), серии «Анатомия кленового листа», «Покинутые окна», «Движение — Жизнь», «Запутанная нитка» (1996), и отдельные произведения: «Одинокий нерест», «Эфемериды», «Белая кукушка» (1996).
- «Автопортрет зимой», 1995, 60х60, бумага, акварель
- «Аллегория Весны», 1972, 30х21, бумага, масло, монотипия
- «Белая кукушка», 1996, 40х60, бумага, гуашь, монотипия
- «Вместе», 1996, 40х60, бумага, гуашь, монотипия
- «Лунные яблоки», 1971, 27х19, бумага, чернила, белила, гуашь
- «Морс из мороженой калины», 1996, 40х60, бумага, гуашь
- «Одинокий нерест», 1996, 60х40, бумага, гуашь, монотипия
- «Театр», 1971, 31х22, бумага, чернила, белила, гуашь
- Из серии «Человек в городе» — Влюбленные, 1997, 76х52, обои бумажные и пенопленовые, гуашь, фломастер
- Из серии «Человек в городе» — Зимняя прогулка, 1997, 81х62, обои бумажные и пенопленовые, гуашь, фломастеры
- Из серии «Человек в городе» — Сиреневый туман, 1997, 75х60, обои бумажные и пенопленовые, гуашь, фломастеры

### Поэзия
Людмила Петруль начала публиковать стихи в 1970 году в газете «Чырвоная змена». Публиковалась в журналах «Беларусь», «Полымя», «Маладосць», «Работніца і сялянка», в еженедельнике «ЛiМ» («Литература и искусство»), ежегодниках «Далягляды» и «Братэрства», а также с переводами поэзии с литовского и польского языков.
Первая книга стихов «Ля веснічак» вышла в коллективном сборнике «Сцяжына» (Минск, издательство «Мастацкая літаратура», 1983). Отдельная книга «Людмила Петруль. Стихи» была опубликована в 2018 году (Минск, «Белпринт»).

## Педагогическая деятельность
С 1989 по 1996 годы Людмила Петруль работала старшим преподавателем в Белорусской государственной академии искусств, составляла методические программы (1991–1995) по ведущим предметам кафедры художественного текстиля и костюма. С 1996 по 2002 годы была заведующей художественным отделением Детской школы искусств №1 города Минска.
Её ученики окончили Белорусская государственная академия искусств, Белорусский государственный университет культуры и искусств, Белорусский государственный университет, а также архитектурно-строительные и художественные колледжи, Бобруйское и Мирское профтехучилища. Многие из них работают художниками, дизайнерами, архитекторами и педагогами в различных учреждениях Беларуси. Ученики Петруль — победители городских, районных, республиканских и международных конкурсов детского творчества, отмечены наградами в России, Тайване, Литве, Греции.
За педагогическую деятельность Петруль удостоена свидетельств, благодарностей, грамот и дипломов Министерства культуры Республики Беларусь (1984, 1998, 2004), Управления культуры Мингорисполкома (1984, 1996, 2003, 2011, 2015, 2017, 2021), Администрации Московского района Минска, а также международных конкурсов «Невская палитра» в Санкт-Петербурге (2007, 2010) и «Краснолесье» в Новосибирске (2024).

## Выставки и конкурсы
Людмила Петруль — автор 15 персональных выставок. Её работы экспонировались, в том числе, в следующих учреждениях::
- Национальный художественный музей Республики Беларусь;
- Литературный музей Максима Богдановича;
- Государственный литературный музей Янки Купалы;
- Государственный литературно-мемориальный музей Якуба Коласа;
- Художественная галерея Полоцкого историко-культурного музея-заповедника;
- Республиканская художественная галерея Белорусского союза художников.

Участница международных, республиканских и городских художественных выставок и конкурсов, в том числе:
- Всесоюзная творческая группа современного художественного текстиля в Доме творчества им. Коровина в Гурзуфе (1987);
- Триеннале белорусского декоративно-прикладного искусства (1-я — 2009, 2-я — 2013, 3-я — 2016, 4-я — 2019, 5-я — 2021);
- Международные проекты:
  - «II Международный фестиваль художественного текстиля», Краков, Польша, Дворец изящных искусств (2007);
  - «I Триеннале современного гобелена „Квадратный метр — свое пространство“», Москва, Россия, выставочный комплекс «Царицыно» (2011);
  - «XIV Международный триеннале гобелена», Лодзь, Польша, музей истории художественного текстиля (2013);
  - «XIX Азиатская международная арт-биеннале», Дакка, Бангладеш, Национальная галерея Бангладеш (2022).

Организатор «I Республиканского пленэра художественного текстиля» в Минске (2011), участница Международного пленэра художественного текстиля в Словакии (2015).

## Награды
- 2001 — Почетная грамота Совета Министров «За значительный личный вклад в дело эстетического воспитания подрастающего поколения, пропаганду изобразительного искусства»;
- 2001 — Лауреат премии Федерации профсоюзов Беларуси в области литературы и искусства;
- 2009 — Лауреат 1-й Триеннале белорусского декоративно-прикладного искусства (1-е место в номинации «Текстиль»);
- 2012 — Нагрудный знак Министерства культуры Республики Беларусь «За вклад в развитие культуры Беларуси»;
- 2017 — Почётная грамота Белорусского союза художников;
- 2023 — Медаль «За трудовые заслуги».